# 市江村
市江村（いちえむら）は、かつて愛知県海部郡にあった村。
昭和の大合併で分割され、佐屋町と弥富町の各一部となり、現在の愛西市南部と弥富市北部に該当する。

## 沿革
- 江戸時代末期 - この地域は尾張藩領、犬山藩領であった。
- 1906年（明治39年）7月1日 - 東市江村、市腋村の一部[注 1]、十四山村の一部[注 2]が合併し、市江村となる[3]。
- 1913年（大正2年）4月4日 - 海東郡と海西郡が合併し、海部郡となる。
- 1955年（昭和30年）3月1日 - 大字西条の一部によって大字西中地、大字東条の一部によって大字東中地と大字前ケ平を新たに設置[4]。
- 1955年（昭和30年）4月1日 - 分割合併により消滅。
  - 西保、東保、西条、東条、本部田は佐屋村と合併し、佐屋町となる[5]。
  - 西中地、東中地、前ケ平、楽平、佐古木新田、又八新田は彌富町、鍋田村と合併し、弥富町となる[6]。

### 行政区画の変遷表
町村制施行時の東市江村、市腋村、十四山村（一部は省略）の領域について、主要な年の年末時点での行政区画を示す。「大字」の表記は省略した。
| 1869年 旧高旧領取調帳 | 1875年         | 1889年 町村制施行  | 1906年           | 1955年 昭和の大合併 | 2006年 平成の大合併 |
| --------------------- | -------------- | ------------------ | ---------------- | ------------------- | ------------------- |
| 五之三村              | 五之三村       | 市腋村五之三       | 弥富町五之三     | 弥富町五之三        | 弥富市五之三町      |
| 五之三村              | 五之三村       | 市腋村五之三       | 弥富町五之三     | 弥富町五之三        | 弥富市五之三川平    |
| 荷之上村              | 荷之上村       | 市腋村荷之上       | 弥富町荷之上     | 弥富町荷之上        | 弥富市荷之上町      |
| 西保村                | 西保村         | 市腋村西保         | 市江村西保       | 佐屋町西保          | 愛西市西保町        |
| 東保村                | 東保村         | 市腋村東保         | 市江村東保       | 佐屋町東保          | 愛西市東保町        |
| 西条村                | 西条村         | 東市江村西条       | 市江村西条       | 佐屋町西条          | 愛西市西條町        |
| 西条村                | 西条村         | 東市江村西条       | 市江村西条       | 弥富町西中地        | 弥富市西中地町      |
| 東条村                | 東条村         | 東市江村東条       | 市江村東条       | 佐屋町東条          | 愛西市東條町        |
| 東条村                | 東条村         | 東市江村東条       | 市江村東条       | 弥富町東中地        | 弥富市東中地        |
| 東条村                | 東条村         | 東市江村東条       | 市江村東条       | 弥富町前ケ平        | 弥富市前ケ平        |
| 本部田村              | 本部田村       | 東市江村本部田     | 市江村本部田     | 佐屋町本部田        | 愛西市本部田町      |
| 本部田村              | 楽平村         | 東市江村楽平       | 市江村楽平       | 弥富町楽平          | 弥富市楽平          |
| 佐古木新田            | 佐古木新田     | 十四山村佐古木新田 | 市江村佐古木新田 | 弥富町佐古木新田    | 弥富市佐古木        |
| 又八新田              | 又八新田       | 十四山村又八新田   | 市江村又八新田   | 弥富町又八新田      | 弥富市又八          |
| 鎌倉新田              | 鎌倉新田       | 十四山村鎌倉新田   | 弥富町鎌倉新田   | 弥富町鎌倉新田      | 弥富市鎌倉町        |
| 子宝新田外12村        | 子宝新田外12村 | 十四山村の一部     | 十四山村の一部   | 十四山村の一部      | 弥富市の一部        |

## 交通

### 道路
佐古木新田を国道1号が東西方向に通る。

### 鉄道
佐古木新田を近鉄名古屋線が通り、佐古木駅が設置されている。
東部に関西線、西部に名鉄尾西線が通過するが、村内にこれらの駅は設置されていない。市江村役場から関西線弥富駅まで約3 km、名鉄尾西線佐屋駅まで約2 kmであった。また、関西線永和駅まで乗合自動車で約4 kmであった。

## 教育
- 市江村立市江小学校（現・愛西市立市江小学校）
  - 弥富町となった地区は弥富小学校校区に編入された後、1973年に概ね同じ領域を校区とする白鳥小学校が分立。
- 市江村立市江中学校（1957年に佐屋中学校に併合）
  - 弥富町となった地区は弥富中学校校区に編入された後、1979年に分立した弥富北中学校校区に変更。

## 出身者
- 江上定義 - 教育者、郷土史家。市江村長（1945年 – 1946年）[8]。